# Veintisiete de Septiembre
Veintisiete de Septiembre är en ort i Mexiko.   Den ligger i kommunen Sayula de Alemán och delstaten Veracruz, i den sydöstra delen av landet, 500 km öster om huvudstaden Mexico City. Veintisiete de Septiembre ligger 37 meter över havet och antalet invånare är 268.
Terrängen runt Veintisiete de Septiembre är platt. Runt Veintisiete de Septiembre är det ganska glesbefolkat, med 28 invånare per kvadratkilometer. Närmaste större samhälle är Venustiano Carranza, 7,0 km öster om Veintisiete de Septiembre. Omgivningarna runt Veintisiete de Septiembre är en mosaik av jordbruksmark och naturlig växtlighet.